# 洞冥寶記
《洞冥寶記》，又稱《洞冥記》，是一本民國初年於雲南省大理州洱源縣扶乩著作之遊冥類善書，是關聖帝君為三期末劫，人心險惡，無術化導而頒也。此書原是先天道的一個支派（同善社）的傳道著作，後來在兩岸三地廣為流通。該書係以乩身扶鸞方式將地獄景況公諸於世，其中也透露關公在天界就職玉皇大天尊玄靈高上帝的訊息，是一部具有勸善與警示意義的善書。

## 資料來源
- 林萬傳編著，先天大道系統研究，靝巨書局印行，第1-183頁。
- 洞冥寶記 （页面存档备份，存于）